# Йоргос Кацикас
Йоргос Кацикас (грец. Γιώργος Κατσικάς, нар. 14 червня 1990, Салоніки) — грецький футболіст, захисник «Динамо» (Бухарест)/

## Клубна кар'єра
Вихованець «Іракліса», в школі якого навчався з восьми років, коли його туди привів батько, який свого часу сам виступав за «Іракліс».
У дорослому футболі Йоргос дебютував 2008 року виступами за волоський «Олімпіакос», в який був відданий в оренду з «Іракліса». За «Олімпіакос», що виступав у другому за рівнем дивізіоні Греції дебютував в першій грі сезону проти «Пієрікоса», а незабаром і забив гол у ворота «Верії», допомігши клубу здобути нічию 1-1. Всього за сезон в оренді зіграв у 19 матчах чемпіонату.
Після закінчення оренди в Волосі, Кацикас повернувся в «Іракліс» перед початком сезону 2009-10. Дебютував Йоргос за «Іракліс» в Кубку Греції проти «Трікалі», клубу третього дивізіону Греції. В цьому матчі Кацикас був вилучений з поля, через що «Іракліс» вилетів з Кубка після поразки 1-0. Незважаючи на це, Кацикас незабаром дебютував за «Іракліс» і в чемпіонаті, змінивши на 84 хвилині Ахіллеаса Саракацаноса в виїзному матчі проти «Панатінаїкоса», який завершився поразкою клубу Йоргоса з рахунком 2-0. Цей матч став для молодого захисника єдиним у сезоні за головну команду в чемпіонаті.
У своєму другому сезоні за «Іракліс» Кацикас став грати регулярно в основному складі, зігравши в 13 матчах чемпіонату до лютого. 9 лютого 2011 року Кацикас отримав травму в товариському матчі за молодіжну збірну Греції (до 21) і більше не грав до кінця сезону.
14 жовтня 2011 Кацикас підписав чотирирічний контракт з ПАОКом, після того як він був звільнений з «Іракліса». 4 січня 2012 року дебютував за клуб у домашньому виграному матчі проти «Левадіакоса» (3-1). Всього встиг відіграти за клуб з Салонік 40 матчів в національному чемпіонаті.
2 липня 2015 року Кацикас підписав контракт з нідерландським «Твенте». Проте зігравши лише три матчі в Ередивізі, 9 вересня 2015 року на тренуванні переніс розрив хрестоподібної зв'язки, внаслідок якої футболісту знадобилась операція, через яку він пропустив увесь сезон. Грецький центральний захисник повернувся на поле лише 21 серпня в матчі проти «Гронінгена», проте стати основним не зумів, зігравши до кінця року лише 4 гри в чемпіонаті.
23 січня 2017 року Йоргос перейшов у шведський Есб'єрг, але вже 28 червня того ж року покинув команду року, ставши гравцем «Динамо» (Бухарест).

## Виступи за збірні
2008 року дебютував у складі юнацької збірної Греції, взяв участь у 4 іграх на юнацькому рівні.
Протягом 2010-2012 років залучався до складу молодіжної збірної Греції, яка брала участь на Середземноморських іграх 2009, і він грав у матчах проти Сирії, Італії і Туреччині. На молодіжному рівні зіграв у 5 офіційних матчах.

## Титули і досягнення
- Чемпіон Білорусі (1):

Динамо-Берестя: 2019
- Володар Суперкубка Білорусі (2):

Динамо-Берестя: 2019, 2020